# 5 Trianguli
5 Trianguli är en misstänkt variabel i stjärnbilden Triangeln. 
5 Tri är en vit stjärna som har visuell magnitud +6,29 med variationer utan någon fastställd amplitud eller periodicitet.